# Локате Варезино
Лока̀те Варезѝно (на италиански: Locate Varesino; на ломбардски: Lucàa, Лукаа) е малко градче и община в Северна Италия, провинция Комо, регион Ломбардия. Разположено е на 274 m надморска височина. Населението на общината е 4345 души (към 2017 г.).